# Food and Agriculture Organization Corporate Statistical Database
La Food and Agriculture Organization Corporate Statistical Database (Base di dati statistica dell'organizzazione FAO) in sigla FAOSTAT
è un sito internet che raccoglie e gestisce i dati della Food and Agriculture Organization (Organizzazione del cibo e dell'agricoltura).
I dati di FAOSTAT sono forniti come serie temporali dal 1961 nella gran parte delle aree FAO per 245 paesi in lingua inglese, spagnolo e francese.

## Aree FAOSTAT
Le aree dei dati di FAOSTAT.
- Produzione
- Commercio
- Sicurezza del Cibo
- Indicatori agro-ambientali
- Food-Balance
- Prezzi
- Risorse
- Emissioni di gas ad effetto serra
- Emissioni-Agricoltura
- Emissioni-Uso della terra